# Gay Mitchell
Gay (Gabriel) Mitchell, irl. Gabriel De Mhistéal (ur. 30 grudnia 1951 w Dublinie) – irlandzki polityk, wieloletni poseł, deputowany do Parlamentu Europejskiego VI i VII kadencji. Brat Jima Mitchella.

## Życiorys
Absolwent nauk politycznych, księgowości i finansów. Studiował na Queen’s University Belfast i na University of Nottingham. Działał w międzynarodowym stowarzyszeniu księgowych, uzyskał uprawnienia akredytowanego mediatora.
W 1981 z ramienia partii Fine Gael został po raz pierwszy posłem do Dáil Éireann. W niższej izbie irlandzkiego parlamentu zasiadał nieprzerwanie do 2007 (od 23 do 29 kadencji). Od 1992 do 1993 sprawował urząd burmistrza Dublina. W latach 1994–1997 był ministrem stanu w departamencie premiera odpowiedzialnym za sprawy europejskie.
W ramach Fine Gael koordynował kampanie referendalne nad poszczególnymi traktatami wspólnotowymi. Wielokrotnie pełnił funkcję ministra w gabinetach cieni (w tym ds. reformy systemu opieki zdrowotnej, spraw zagranicznych, integracji europejskiej). Opublikował szereg partyjnych dokumentów programowych. W 2004 uzyskał mandat posła do Parlamentu Europejskiego w okręgu stołecznym. W 2009 skutecznie ubiegał się o reelekcję, zasiadając w PE do 2014.
W 2011 był kandydatem Fine Gael na urząd prezydenta, w głosowaniu zajął 4. miejsce wśród 7 kandydatów.